# フレデリック・ゴスパリーニ
フレデリック・ゴスパリーニ（ Frédéric Gosparini､1970年6月25日-）は、フランスのレーシングドライバー。パリ出身。

## キャリア
ゴスパリーニは1989年にフランスのフォーミュラ・ルノーでカーレースのキャリアをスタートさせ、2度表彰台に上がった。 33ポイントの獲得で、シリーズ11であった。後年、彼はドイツF3、フランスF3 、イギリスフォーミュラ3000 、フォーミュラ3000 、ファイアストーンインディライトチャンピオンシップ、日産のユーロオープン、CARTトヨタアトランティックチャンピオンシップにも参戦した。
ワールドシリーズ・バイ・ニッサンにも1998年から1999年に参加し､大会の最初のシーズンで、彼は合計89ポイントを獲得した。これにより、彼は最終ドライバーの順位で7位であった。 1年後、彼の業績は16ポイントに達した。彼はシリーズ16位となった。 1992年の国際F3000にも参戦したが、このレースではポイントを獲得できなかった。